# Federação Sueca de Voleibol
A Federação Sueca de Voleibol  (em sueco:Svenska Volleybollförbundet SVF) é  uma organização fundada em 1961 que governa a pratica de voleibol na Suécia, sendo membro da Federação Internacional de Voleibol e da Confederação Européia de Voleibol, a entidade é responsável por  organizar  os campeonatos nacionais de  voleibol masculino e feminino no país.